# Ine (Wessex)
Ine (auch Ina, Ini, Inus, Yni, Yny; † nach 726 in Rom) war von 688 bis 726 König des angelsächsischen Königreichs Wessex.
Ine war mehr als nur ein weiterer König des „Heldenzeitalters“. Er gilt als richtungsweisend für einen neuen Königstypus. Neben militärischen Erfolgen zeigte er diplomatisches Geschick, war Schützer der Kirche und ergebener „Sohn Roms“. Durch seine Gesetzgebung, die Einführung eines Münzwesens und Förderung des Handels sicherte er Wohlstand und Ordnung und machte Wessex so zu einem der „modernsten“ englischen Königreiche seiner Zeit.

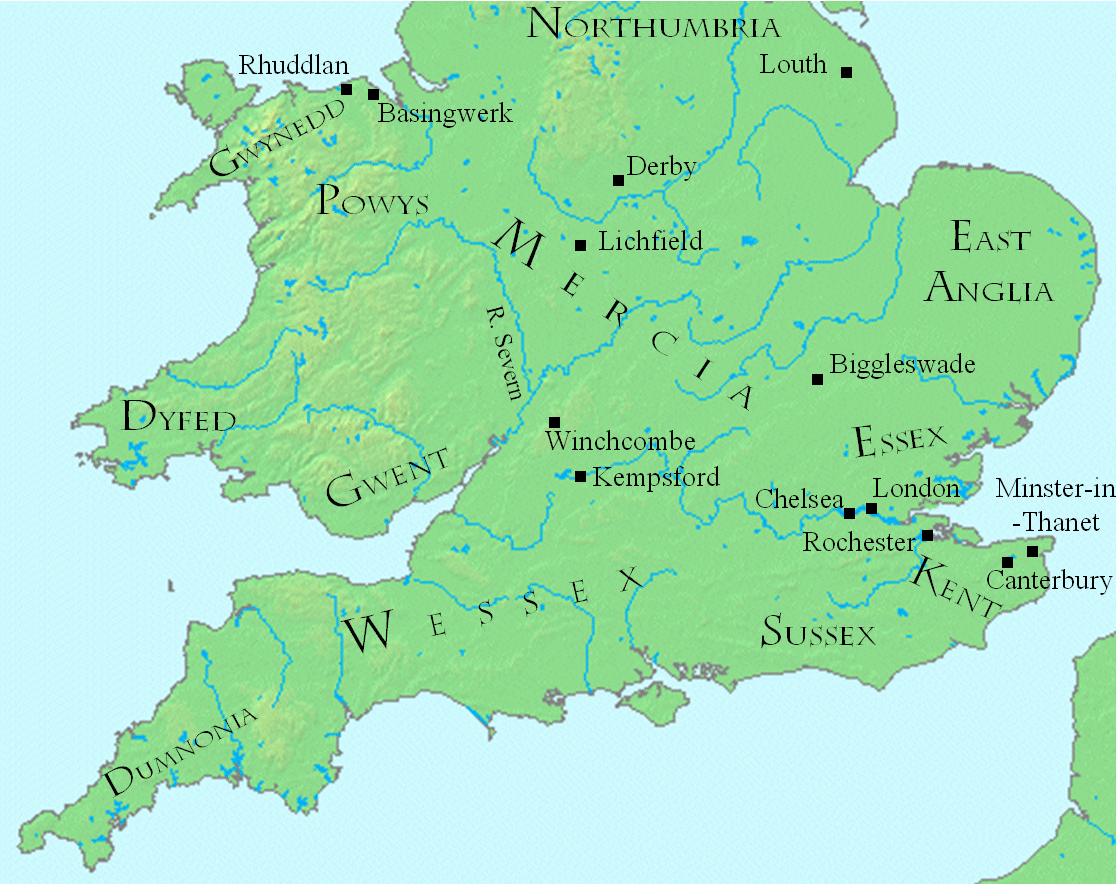
England zur Zeit Ines

## Leben

### Familie
Ine stammt aus dem Haus Wessex und war ein Sohn des Cenred (fl. um 670/676–705/717), eines Unterkönigs im zu Wessex gehörigen Dorset. Er hatte drei Geschwister: Den Bruder Ingild († 718) sowie die beiden Schwestern Cwenburga und Cuthburga (fl. um 700–718; ⚭ König Aldfrith (686–705) von Northumbria, Äbtissin von Wimborne Abbey). Er war mit Æthelburg verheiratet, die in Chartas und späteren Quellen als Schwester von Ines Nachfolger Æthelheard bezeichnet wurde. Nachkommen Ines sind nicht bekannt. Der Name „Ine“ scheint ein Kosename eines zweigliedrigen Namens zu sein, der, wie bei seinem Bruder Ingeld, mit „Ing-“ oder „In-“ begann.

### Herrschaft

#### Konsolidierung
Im Jahre 688 trat Caedwalla (685–688) überraschend zurück, um sich auf eine Pilgerreise nach Rom zu begeben. Die Nachfolge in Wessex fiel an Ine. Ine setzte Nothhelm (688/692–717/724) und Watt (688/692 bis nach 700) um 688/692 als abhängige subreguli (Unterkönige) in Sussex ein. Vermutlich diente die Einsetzung mehrerer Unterkönige dazu, aufkommenden Selbständigkeitsbestrebungen des Landes entgegenzuwirken. Im Jahr 692 übertrug der von Wessex abhängige König Nothhelm von Sussex umfangreiche Ländereien aus seinem persönlichen Besitz zur „Erlösung seiner Seele“ an seine Schwester Nothgyth, damit diese dort ein Kloster gründen konnte. Diese Urkunde wurde von Ine, der keinen Titel angab, und seinem Vater Cenred, der den Titel Rex Westsaxonum (König der Westsachsen) führte, als Zeugen unterschrieben. Die Nennung Cenreds vor Ine weist auf dessen hohe Stellung, möglicherweise auf eine gleichberechtigte Mitherrschaft, hin. Kleinere Landübertragungen konnten die Unterkönige Nothhelm und Watt offenbar in gegenseitiger Absprache auch ohne die Zustimmung Ines vornehmen. In Æscesdūn (Ashdown, Berkshire) herrschte vermutlich Cissa (fl.?–699?) als Unterkönig. Die Oberherrschaft über das Königreich Kent war durch eine Revolte im Jahr 687 verloren gegangen. Im Jahr 694 schloss König Wihtred von Kent Frieden mit Wessex und zahlte 30.000 pæneġas (siehe: Penny; etwa 37,5 kg Silber) als Wergeld für Mul († 687), den ermordeten Bruder Caedwallas, an Ine.
Um etwa 700 verschwanden die westsächsischen Unterkönigtümer aus den Quellen und gingen wohl in den Shires auf, denen ein Ealdorman (auch scīrman, patricius, princeps oder praefectus) vorstand. Möglicherweise geht die Aufteilung Wessex’ in Hampshire, Wiltshire, Dorset, Somerset und Devon auf Ine zurück, wenngleich sich die Grenzen im Laufe der folgenden Jahrhunderte sicher mehrmals verschoben haben.
Die Klöster bildeten Siedlungskerne und Wirtschaftszentren, was die Entstehung von Marktplätzen förderte. Inwieweit Ine die wirtschaftliche Entwicklung direkt förderte ist unklar, doch begann der Aufstieg von Hamwic (Southampton) zur führenden Hafen- und Handelsstadt offenbar zu Ines Zeit. Auch frühe westsächsische Münzprägungen sind in Hamwic belegt. Seine Gesetzgebung belegt einen regen Überland- und Fernhandel.

#### Kirchenpolitik

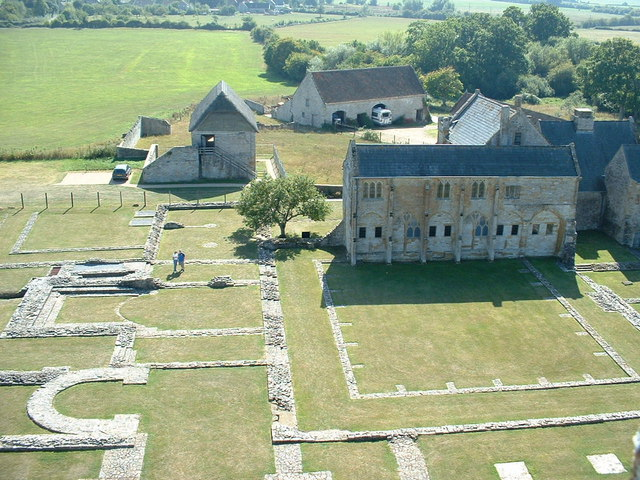
Überreste der von Ine geförderten Muchelney Abbey in Somerset

Ine gilt als Gründer von Glastonbury Abbey. Eine vom Unterkönig Baldred (fl. 681–693) mitunterzeichnete Charta aus dem Jahr 693 beurkundet eine Landschenkung König Ines an Hæmgils, den Abt von Glastonbury Abbey. In Ines Regierungszeit fallen die Gründungen der ersten westsächsischen Nonnenklöster durch seine Schwester Cuthburg in Wimborne Abbey, dessen erste Äbtissin Cuthburg wurde, und durch Bugga, die Tochter Centwines. Er selbst war mit den Klöstern in Bradfield (Berkshire), Muchelney (Somerset), Malmesbury (Wiltshire) und vermutlich Sherborne (Dorset) verbunden. Eine Charta Ines aus dem Jahr 699 erwähnt seinen Vater Cenred als Stifter an Abingdon Abbey. Eine Schenkung Nothhelms aus der Zeit zwischen 705 und 717 von 20 hidas an Bischof Eadberht von Selsey, mussten vom „Oberkönig“ Ine, dessen Vater Cenred und Watt gegengezeichnet werden.
Am 26. Mai 704 stellte Ine in Zusammenarbeit mit Bischof Aldhelm von Sherborne und dem Witenagemot die Charta S245 aus, mit der Kirchen und Klöstern Abgabenfreiheit gewährt wurde. Als Hedda, Bischof von Wessex, um das Jahr 705/706 starb wurde seine Diözese geteilt. Daniel wurde Bischof von Winchester, Aldhelm wurde Bischof der neugegründeten Diözese Sherborne, behielt aber seine Abtswürde in Malmesbury bei.

#### Gesetzgebung
Ines größte Leistung wird in seiner Gesetzgebung gesehen. Das Werk wurde als Anhang zu den Gesetzen Alfreds des Großen (871–899) überliefert. Diese Gesetzeswerk, an dessen Entstehung sein Vater Cenred maßgeblich beteiligt war, schuf Ine zwischen 688 und 694. In der Präambel der Schrift werden auch die Bischöfe Hædde von Winchester und Eorcenwald von London als Ines Ratgeber genannt. Ines Gesetze weisen etliche Wiederholungen und Rücksprünge zu bereits behandelten Themen auf, was darauf hindeutet, dass es sich um kein einheitliches Werk, sondern um eine im Laufe der Zeit entstandene Sammlung von Erlassen oder Urteilen handelt. Möglicherweise wurden einzelne „Paragraphen“ erst von Ines Nachfolgern erlassen, doch weisen Stil und Wortwahl zahlreiche archaische Elemente auf, die eine Urheberschaft Ines wahrscheinlich machen. Vermutlich waren die Gesetze nicht als einheitliches kodifiziertes Recht entworfen worden, sondern als Einzelfallentscheidungen zu aktuellen Ereignissen niedergeschrieben und zusammengetragen worden. In der überlieferten Form war es wohl ohne allzu großen praktischen Wert, doch gewährt es tiefe Einblicke in die westsächsische Gesellschaft und die Pflichten eines Königs zu dieser Zeit. So zeigen die Gesetze auf, dass die in einigen Punkten die rechtlich schlechter gestellten Briten noch nicht vollständig in das angelsächsische Reich integriert waren. Das häufigste Delikt war Diebstahl und die damit verbundene Sitte, auf frischer Tat gefasste Diebe zu erschlagen. Weitere Artikel behandeln Zwangstaufen, Sonntagsobservanz, Wergeld und Eidesleistungen vor Gericht. An einzelne Artikel lehnen sich die Gesetze des Königs Wihtred von Kent aus dem Jahr 695 an. Wiedergutmachungszahlungen und an die Obrigkeit zu zahlende Geldstrafen nahmen einen deutlich breiteren Raum ein als im kentischen Recht. Er stellte fremde Händler unter königlichen Schutz und legte Naturalabgaben für je 10 Gehöfte fest.

#### Äußere und innere Konflikte
In den 680er Jahren war Surrey unter die Kontrolle von Wessex geraten, gehörte aber noch zur ostsächsischen Diözese London, was zu Spannungen zwischen Ine und den Königen Swaefred, Sigeheard und Offa von Essex führte, die 705 auf der Synode von Brentford gelöst werden konnten. Im Jahr 710 griff Ine mit Unterstützung König Nothhelms von Sussex den britannischen König Geraint von Dumnonia an. Er eroberte Devon bis zum Fluss Tamar und errichtete in Taunton eine Festung, ohne allerdings das benachbarte Cornwall zu gewinnen. Im Jahr 715 kam es bei Wodnesbeorg (Alton in Wiltshire), zu einer größeren Schlacht zwischen Ceolred von Mercia und Ine. Auch wenn der Ausgang der Schlacht unbekannt ist, ist dies doch ein Anzeichen dafür, dass die Spannungen zwischen den beiden Königreichen an Intensität zunahmen. Im Jahr 722 wurde Ine von Truppen aus Cornwall am Fluss Hehil geschlagen. Die Expansion nach Südwesten kam zum Erliegen. In der Folge dienten sich die Krieger den verschiedenen Thronprätendenten als Söldner an, was zu innenpolitischer Instabilität führte.
Anfang der 720er Jahre scheint es innerhalb der Königsfamilie von Wessex zu innerdynastischen Auseinandersetzungen gekommen zu sein. 721 tötete Ine seinen Thronrivalen Cynewulf. Auch Ines Frau Æthelburg wandte sich offenbar gegen ihn und ließ im Jahr 722 die um das Jahr 710 von Ine befestigte Stadt Taunton zerstören. Nach Henry of Huntingdon, einem Chronisten des 12. Jahrhunderts, vertrieb Æthelburg den mit Ine verwandten Rebellen Ealdberht aus Taunton. Diese Interpretation wird heute jedoch kaum noch vertreten. Ealdberht floh ins Exil zunächst nach Surrey und bald darauf nach Sussex, - beides abhängige, aber zu dieser Zeit nach Autonomie strebende Reiche. Sussex, wo zu diesem Zeitpunkt Nothhelm gestorben war, nutzte diese Wirren zu einem Aufstand. Ine folgte Ealdberht und es kam noch 722 zu Kämpfen mit den Südsachsen, die sich offenbar mit ihm verbündet hatten. 725 kam es zu erneuten Kämpfen Ines gegen Sussex, in denen Ealdberht fiel.

#### Abdankung und Nachfolge
Im Jahr 726 dankte Ine ab und begab sich, wie sein Vorgänger Caedwalla, auf eine Pilgerfahrt nach Rom. Bei seiner Abdankung traf er offenbar keine nähere Regelung über seine Nachfolge, sodass neben Æthelheard auch der Ætheling (etwa „Prinz“) Oswald als Verwandter Ines (er war wohl ein Abkömmling Ceawlins) Ansprüche geltend machte. Æthelheard konnte sich militärisch durchsetzen, vermutlich, weil er die Unterstützung von König Æthelbald von Mercia genoss. Ine soll in Rom die Schola Saxonum nahe dem Petersdom gegründet und den sogenannten Peterspfennig eingeführt haben. Ines Todesjahr ist unbekannt.
Um 1175 waren einige Legenden über Ines Herkunft im Umlauf, die ihren Ursprung im Bestreben nach einer Rückdatierung der Geschichte des Bistums Wells haben und auch im Zusammenhang mit der aufkommenden Ursprungssage Glastonburys gesehen werden können.